# Roger Guerreiro
Roger Guerreiro (* 25. května 1982, São Paulo) je polský fotbalista brazilského původu. Levý anebo střední záložník, vynikající dribler. Od roku 2009 hraje za řecký tým AEK Atény.

## Reprezentační kariéra
17. dubna 2008 obdržel ve zrychleném řízení polské občanství, aby mohl Polsko reprezentovat na blížícím se EURU 2008. 27. května 2008 debutoval v A-mužstvu Polska v přátelském zápase s Albánií (zápas se konal v německém Reutlingenu), Poláci vyhráli 1:0. Roger odehrál první poločas.
Za polský národní tým odehrál 25 utkání, v nichž vstřelil čtyři branky (stav k 10. květnu 2013). V roce 2007 byl zvolen nejlepším cizincem polské ligy (Orange Ekstraklasa).

### EURO 2008
Na Mistrovství Evropy 2008 konaném v Rakousku a Švýcarsku odehrál všechny tři zápasy polského týmu (vedeného nizozemským trenérem Leo Beenhakkerem) na šampionátu, postupně 8. června proti Německu (porážka 0:2, nastoupil až do druhého poločasu), 12. června proti Rakousku (remíza 1:1, vstřelil gól) a 16. června proti Chorvatsku (porážka 0:1). Polsko se do čtvrtfinále neprobojovalo, obsadilo se ziskem 1 bodu poslední čtvrté místo základní skupiny B.